# Roxen
Larisa Roxana Giurgiu (n. 5 ianuarie 2000, Cluj-Napoca), cunoscută profesional ca Roxen, este o cântăreață română. Ca artistă a casei de discuri Global Records, s-a remarcat prin colaborarea cu Sickotoy pe „You Don't Love Me” (2019), piesă care a ajuns pe locul 3 în Airplay 100 și a fost difuzată pe posturile de radio ale altor câteva țări. Roxen ar fi trebuit să reprezinte România la Concursul Muzical Eurovision 2020, dar acesta a fost amânat din cauza pandemiei de coronavirus. Ea a reprezentat România la Concursul Muzical Eurovision 2021, dar nu a reușit să se califice în finala concursului.

## Viață personală și carieră
Nascută pe 5 ianuarie 2000 în Cluj-Napoca, Roxen a descoperit pasiunea pentru muzică la vârsta de șapte ani. În copilărie a luat, de asemenea, lecții de canto și pian.
Roxen colaborează cu casa de discuri Global Records. În august 2019 a fost inclusă pe „You Don't Love Me”, piesă produsă de Sickotoy și Marco & Seba. Piesa s-a bucurat de succes comercial în România, unde a ajuns până pe locul trei în topul național Airplay 100. Pe plan internațional, „You Don't Love Me” a ajuns în UK Top 10 Club Charts, a fost cea mai difuzată piesă pe Voice Radio Bulgaria în ultima săptămână din octombrie și a figurat în playlisturile posturilor de radio din alte peste 15 țări. Single-ul de debut al artistei, „Ce-ți cântă dragostea”, a fost lansat în noiembrie 2019. Videoclipul piesei a fost vizionat de peste 42 milioane de ori pe YouTube, melodia fiind difuzată în heavy rotation la posturile de radio comerciale din România.

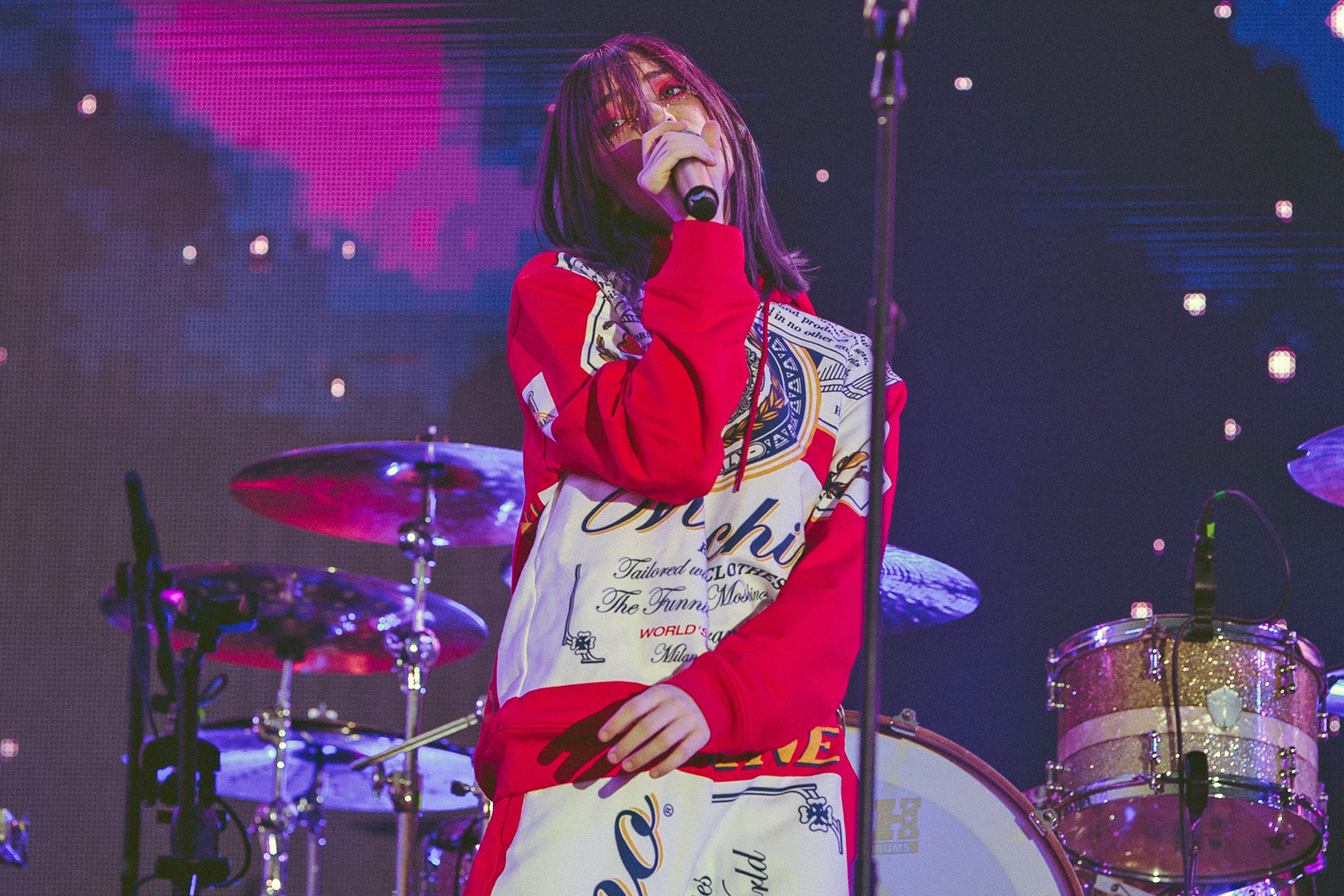
ROXEN

La începutul lunii februarie 2020, TVR a dezvăluit că Roxen este unul din cei trei finaliști ai Selecției Naționale pentru alegerea reprezentantului României la Concursul Muzical Eurovision 2020. În această ediție, Televiziunea Română a schimbat mecanismul Selecției Naționale și a încheiat în acest sens un parteneriat cu Global Records. Pe 11 februarie, comisia de specialitate a decis ca Roxen să reprezinte România în competiție.
În prezent, cântăreața Roxen a luat o pauză nederminată de la cântat, afilierea ei cu casa de discuri Global Records este sub semnul întrebării.
În 2024, Roxen l-a susținut pe candidatul Călin Georgescu, pentru alegerile prezidențiale din România. De asemenea, a criticat comunitatea LGBTQIA+, declarând că a fost manipulată de aceasta. 

## Stil muzical
Genul principal al lui Roxen este deep house si pop. Prin stil muzical și apariție, Roxen este asemănată cu artiste precum Dua Lipa și Billie Eilish.

## Discografie

### Single-uri
| Titlu                                                                                              | An   | Poziții | Poziții  | Poziții | Poziții | Poziții | Poziții | Poziții | Poziții | Poziții | Poziții | Album                  |
| Titlu                                                                                              | An   | ROU     | BEL (FL) | BLR     | BGR     | CSI     | LTU     | MDA     | POL     | RUS     | OLA     | Album                  |
| -------------------------------------------------------------------------------------------------- | ---- | ------- | -------- | ------- | ------- | ------- | ------- | ------- | ------- | ------- | ------- | ---------------------- |
| „You Don't Love Me” (Sickotoy feat. Roxen)                                                         | 2019 | 3       | —        | —       | 7       | 970     | —       | —       | —       | —       | —       | Disc single fără album |
| „Ce-ți cântă dragostea”                                                                            | 2019 | 1       | —        | —       | —       | —       | —       | —       | —       | —       | —       | Disc single fără album |
| „I Don't Care”                                                                                     | 2019 | —       | —        | —       | —       | —       | —       | —       | —       | —       | —       | Disc single fără album |
| „Alcohol You”                                                                                      | 2020 | —       | —        | —       | —       | —       | —       | —       | —       | —       | —       | Disc single fără album |
| „Storm”                                                                                            | 2020 | —       | —        | —       | —       | —       | —       | —       | —       | —       | —       | Disc single fără album |
| „Colors”                                                                                           | 2020 | —       | —        | —       | —       | —       | —       | —       | —       | —       | —       | Disc single fără album |
| „Cherry Red”                                                                                       | 2020 | —       | —        | —       | —       | —       | —       | —       | —       | —       | —       | Disc single fără album |
| „Beautiful Disaster”                                                                               | 2020 | —       | —        | —       | —       | —       | —       | —       | —       | —       | —       | Disc single fără album |
| „Over and Over” (feat. PAX)                                                                        | 2020 | —       | —        | —       | —       | —       | —       | —       | —       | —       | —       | Disc single fără album |
| „Escape”                                                                                           | 2020 | —       | —        | —       | —       | —       | —       | —       | —       | —       | —       | Disc single fără album |
| „Spune-mi”                                                                                         | 2020 | 9       | —        | —       | —       | —       | —       | 13      | —       | —       | —       | Disc single fără album |
| „How To Break A Heart”                                                                             | 2020 | —       | —        | —       | —       | —       | —       | —       | —       | —       | —       | Disc single fără album |
| „Wonderland” (feat. Alexander Rybak)                                                               | 2020 | —       | —        | —       | —       | —       | —       | —       | —       | —       | —       | Disc single fără album |
| „Parte din tine” (feat. DJ Project)                                                                | 2021 | 10      | —        | —       | —       | —       | —       | 35      | —       | —       | —       | Disc single fără album |
| „Amnesia”                                                                                          | 2021 | —       | 222      | —       | —       | —       | 51      | —       | —       | —       | 76      | Disc single fără album |
| „Inima Nu Fi De Piatra”                                                                            | 2021 | 51      | —        | —       | —       | —       | —       | —       | —       | —       | —       | Disc single fără album |
| „Money Money”                                                                                      | 2021 | —       | —        | 6       | —       | 7       | —       | —       | —       | 3       | —       | Disc single fără album |
| „Strada ta” (feat. Nane)                                                                           | 2021 | —       | —        | —       | —       | —       | —       | —       | —       | —       | —       | Disc single fără album |
| „Crazy Valorant” (feat. Killa Fonic)                                                               | 2021 | —       | —        | —       | —       | —       | —       | —       | —       | —       | —       | Disc single fără album |
| „Dincolo de Marte” (feat. Randi)                                                                   | 2021 | 2       | —        | —       | —       | 98      | —       | —       | —       | —       | —       | Disc single fără album |
| „Nu dorm” (feat. Nane)                                                                             | 2021 | —       | —        | —       | —       | —       | —       | —       | —       | —       | —       | Cordial                |
| „UFO”                                                                                              | 2022 | —       | —        | —       | —       | —       | —       | —       | 2       | —       | —       | Disc single fără album |
| „Printre stele”                                                                                    | 2022 | —       | —        | —       | —       | —       | —       | —       | —       | —       | —       | Disc single fără album |
| „Ghost” (feat. Mausio)                                                                             | 2022 | —       | —        | —       | —       | —       | —       | —       | —       | —       | —       | Disc single fără album |
| „Cenușăreasa” (feat. OG Eastbull)                                                                  | 2022 | —       | —        | —       | —       | —       | —       | —       | —       | —       | —       | Foame și ambiție       |
| „Nono Bad”                                                                                         | 2022 | —       | —        | —       | —       | —       | —       | —       | —       | —       | —       | Disc single fără album |
| „Biggest Idiot”                                                                                    | 2022 | —       | —        | —       | —       | —       | —       | —       | —       | —       | —       | Disc single fără album |
| „Fool”                                                                                             | 2022 | —       | —        | —       | —       | —       | —       | —       | —       | —       | —       | Disc single fără album |
| „Niciodată înapoi” (feat. Rava)                                                                    | 2022 | —       | —        | —       | —       | —       | —       | —       | —       | —       | —       | Teambuilding (OST)     |
| „A trecut vara”                                                                                    | 2022 | —       | —        | —       | —       | —       | —       | —       | —       | —       | —       | Disc single fără album |
| „Enemies” (feat. Selin)                                                                            | 2022 | —       | —        | —       | —       | —       | —       | —       | —       | —       | —       | Disc single fără album |
| „Fato” (feat. Sapte)                                                                               | 2023 | —       | —        | —       | —       | —       | —       | —       | —       | —       | —       | Disc single fără album |
| „Dacă mă cauți” (feat. Sapte)                                                                      | 2023 | —       | —        | —       | —       | —       | —       | —       | —       | —       | —       | Haita de acțiune (OST) |
| „Cenușă”                                                                                           | 2023 | —       | —        | —       | —       | —       | —       | —       | —       | —       | —       | Disc single fără album |
| „Cenușă (Remix)” (feat. Berechet)                                                                  | 2023 | —       | —        | —       | —       | —       | —       | —       | —       | —       | —       | Disc single fără album |
| „Infinit”                                                                                          | 2023 | —       | —        | —       | —       | —       | —       | —       | —       | —       | —       | Disc single fără album |
| „În inima Crăciun”                                                                                 | 2023 | —       | —        | —       | —       | —       | —       | —       | —       | —       | —       | Disc single fără album |
| „Iar e Crăciun”                                                                                    | 2023 | —       | —        | —       | —       | —       | —       | —       | —       | —       | —       | Disc single fără album |
| „Sărută-mă”                                                                                        | 2024 | —       | —        | —       | —       | —       | —       | —       | —       | —       | —       | Altrenative Dreams     |
| „Stolen”                                                                                           | 2024 | —       | —        | —       | —       | —       | —       | —       | —       | —       | —       | Altrenative Dreams     |
| „Love song to myself”                                                                              | 2024 | —       | —        | —       | —       | —       | —       | —       | —       | —       | —       | Altrenative Dreams     |
| „Tot”                                                                                              | 2024 | —       | —        | —       | —       | —       | —       | —       | —       | —       | —       | Altrenative Dreams     |
| „Până la adânci bătrâneți”                                                                         | 2024 | —       | —        | —       | —       | —       | —       | —       | —       | —       | —       | Altrenative Dreams     |
| „Sun down”                                                                                         | 2024 | —       | —        | —       | —       | —       | —       | —       | —       | —       | —       | Altrenative Dreams     |
| „Magnet”                                                                                           | 2024 | —       | —        | —       | —       | —       | —       | —       | —       | —       | —       | Altrenative Dreams     |
| „Lasă-mă” (feat. David Ciente & Damian Drăghici)                                                   | 2024 | —       | —        | —       | —       | —       | —       | —       | —       | —       | —       | Disc single fără album |
| „Nu pleca” (feat. Liviu Teodorescu)                                                                | 2024 | —       | —        | —       | —       | —       | —       | —       | —       | —       | —       | Disc single fără album |
| „—” denotă că elementele nu au fost lansate în acea țară sau nu au reușit să ajungă în clasamente. |      |         |          |         |         |         |         |         |         |         |         |                        |